# كباب دونر الألماني
كباب دونر الألماني (GDK) هو سلسلة مطاعم وجبات سريعة عالية الجودة متخصصة في تقديم كباب الدونر الألماني، وتتبع لشركة Hero Brands منذ عام 2017. تعود جذور الشركة إلى مطعم في برلين، ألمانيا عام 1989، وتم افتتاح أول فرع لها في دبي، الإمارات العربية المتحدة عام 2013. تم شراء الشركة بحصة أغلبية في عام 2017 من قبل عائلة سروار (Hero Brands) ونقلت مقرها الرئيسي إلى غلاسكو، اسكتلندا.
تدير الشركة أكثر من 160 مطعمًا في جميع أنحاء المملكة المتحدة، السويد، أمريكا الشمالية والشرق الأوسط.

## التاريخ والعمليات
تمتلك شركة Hero Brands، التي تتخذ من غلاسكو، اسكتلندا مقرًا لها، حصة أغلبية في الشركة، وهي تمتلك أيضًا علامة Hawaiian food brand Island Poké ومطعم السلطات Choppaluna.
تعمل السلسلة في ستة دول؛ المملكة المتحدة، الإمارات العربية المتحدة، السويد، كندا، الولايات المتحدة، والمملكة العربية السعودية.
تعود جذور الشركة إلى مطعم في برلين، ألمانيا عام 1989. طورت الشركة عروضها خلال العقد التالي، حتى أطلق فرشاد عباس زاده أول فرع لـ"كباب دونر" في دبي عام 2013. ثم افتتحت أول مطعم لها في المملكة المتحدة عام 2015، ووسعت نشاطها إلى سبعة مطاعم بحلول نهاية عام 2017. في عام 2014، فازت السلسلة بجائزة "أفضل علامة تجارية فرنسية في الإمارات" في حفل توزيع جوائز MENAFA للتميز في دبي.
في عام 2016، وخلال عطلته في دبي، صادف أثيف سروار السلسلة وحصل لاحقًا على حقوق تطوير الفرع في المملكة المتحدة. قام سروار بعد ذلك بشراء الحقوق الدولية للعلامة التجارية من فرشاد عباس زاده، الرئيس التنفيذي ومؤسس كباب دونر الألماني.
تم شراء السلسلة لاحقًا من قبل عائلة سروار في عام 2017، والتي نقلت مقرها الرئيسي إلى غلاسكو، اسكتلندا، في المملكة المتحدة.
في يوليو 2022، أعرب عمران سعيد، الرئيس التنفيذي، عن رغبته في أن تصبح الشركة عامة وتُدرج في بورصة نيويورك خلال السنوات الثلاث إلى الخمس القادمة، حيث ترى السلسلة أن أمريكا الشمالية هي "محرك النمو التالي" لها.
في مارس 2023، تم تعيين سيمون واليس رئيسًا تنفيذيًا ليحل محل عمران سعيد، مع تعيين روبن كالي كرئيس لتطوير الأعمال.

### المملكة المتحدة
تم افتتاح أول متجر لـ GDK في المملكة المتحدة في 6 يوليو 2015، في شارع بول في برمنغهام، إنجلترا.
في مايو 2019، قُدِّر أن السلسلة تقدم كبابًا بقيمة مليون جنيه إسترليني أسبوعيًا في مطاعمها في المملكة المتحدة. كما أعلنت GDK عن خطتها لافتتاح مطعم جديد كل أسبوعين خلال الفترة المتبقية من عام 2019 كجزء من خطة "النمو المتواصل في المملكة المتحدة".
في سبتمبر 2019، تم تصنيف فرع GDK في فولهام برودواي كأفضل مكان لتناول الطعام في لندن على موقع Tripadvisor.
في أكتوبر 2020، كان لدى السلسلة 47 مطعمًا، مع تطلعات الشركة لافتتاح 12 مطعمًا إضافيًا بحلول نهاية عام 2020. وفي ديسمبر 2020، كان افتتاح مطعمها الجديد في بيتربورو علامة على وصولها إلى المطعم الخمسين في المملكة المتحدة.
في فبراير 2021، أعلنت السلسلة عن خطتها لافتتاح 47 مطعمًا بحلول نهاية عام 2021 في المملكة المتحدة. وافتتحت 39 مطعمًا جديدًا في المملكة المتحدة خلال عام 2021، ليصل إجمالي عدد مطاعمها إلى 91 مطعمًا بحلول نهاية العام.
في فبراير 2022، أعلنت الشركة عن خطتها لافتتاح 78 مطعمًا إضافيًا في المملكة المتحدة خلال عام 2022، ليصل إجمالي عدد مطاعمها إلى 170 مطعمًا في المملكة المتحدة. كما ستضيف 2,900 موظفًا جديدًا إلى قوتها العاملة التي كانت تبلغ 3,500 موظفًا في ذلك الوقت في المملكة المتحدة.
في 10 مايو 2022، افتتحت السلسلة مطعمها المائة في المملكة المتحدة في موقعها بمنطقة كوفنت غاردن في لندن.
في يونيو 2022، أعلن أتول باتاك، المالك السابق لأكبر امتياز لـماكدونالدز في المملكة المتحدة والذي يضم 43 مطعمًا، عن شراكة مع GDK، حيث تم التخطيط لإنشاء 30 موقعًا جديدًا في المملكة المتحدة كجزء من هذه الصفقة.

#### الشرق الأوسط
في عام 2016، كان للشركة فرع في الدوحة، قطر.
في عام 2018، كان للشركة 13 موقعًا في الإمارات العربية المتحدة، مع خطط للإعلان عن توسع إلى 55 وحدة بحلول عام 2020.
في أبريل 2019، وقعت الشركة صفقة امتياز جديدة للتوسع في المملكة العربية السعودية. اتفاقية مع مجموعة أجمل بن أجمل ستؤدي إلى تطوير محتمل لـ 100 مطعم في المملكة العربية السعودية على مدى عشر سنوات.
في عام 2021، تعاونت الشركة مع مؤثرين إماراتيين على وسائل التواصل الاجتماعي للترويج لمنتجها "Boss Box" في الإمارات العربية المتحدة.

### السويد
وصلت السلسلة إلى السويد في عام 2014.
في يوليو 2019، أعلنت GDK عن خططها لإضافة أربعة مطاعم أخرى في السويد خلال منتصف عام 2019، بالإضافة إلى المطاعم الخمسة الموجودة مسبقًا.

### المقترحات في أيرلندا
في عام 2019، أعلنت السلسلة عن خطط لافتتاح مطعم في دبلن، أيرلندا، مع خطط لافتتاح 40 موقعًا في أيرلندا بدءًا من عام 2020. لا توجد مواقع معلنة في جمهورية أيرلندا.

### كندا
افتتحت GDK مطعمين في كندا في عام 2020، في أوتاوا وسري.
في مارس 2021، أعلنت GDK عن طموحاتها لافتتاح 100 مطعم في كندا على مدى 10 سنوات. وقالت الشركة إنها تبحث عن شركاء امتياز متعدد الوحدات في كالجاري، مونتريال، ومواقع إضافية في أوتاوا.
تم افتتاح الموقع الرئيسي للشركة في كندا في تورونتو في 3 أغسطس 2021.

### الولايات المتحدة
في مايو 2020، أعلنت الشركة عن خططها لافتتاح 350 مطعمًا في الولايات المتحدة، مع افتتاح أول مطعم في نيوجيرسي. افتتحت الشركة تسعة مطاعم في الولايات المتحدة.
افتتحت GDK أول مطعم لها في الولايات المتحدة في مجمع American Dream في نيوجيرسي في أكتوبر 2021.

## المنتجات
في المملكة المتحدة، تستخدم السلسلة لحم البقر والدجاج المستورد من ألمانيا "للحفاظ على الاتساق والجودة"، مع خبز الوافل المحمص المستورد أيضًا من ألمانيا. وأعلنت السلسلة في عام 2015 أن لحمها حلال بنسبة 100%.